# Prettingen
Prettingen (lb. Pretten) – wieś (Uertschaft) w środkowym Luksemburgu, w kantonie Mersch, w gminie Lintgen. Do 3 października 2015 miejscowość leżała w dystrykcie Luksemburg. Liczy 105 mieszkańców (31 grudnia 2022). 